# Valget i Tyskland 1874
Valget i Tyskland 1874 blev afholdt den 10. januar 1874 og var det 2. føderale valg i Tyskland efter den tyske rigsgrundlæggelse.
Valgdeltagelsen var på ca. 61,2%, hvilket er betydeligt højere end det tidligere valg i 1871.

## Resultater
| Parti                                                      | Mandater | Ændring |
| ---------------------------------------------------------- | -------- | ------- |
| Nationalliberale (NL - Nationalliberalen)                  | 155      | + 30    |
| Det katolske centerparti (Z - Zentrum)                     | 91       | + 30    |
| Frisindede Liberale (FP - Freisinnige Partei)              | 49       | + 3     |
| Konservative nationalister (DRP - Deutsche Reichspartei)   | 33       | - 4     |
| Konservative (DK - Deutschkonservativen)                   | 22       | - 35    |
| Franske og elsassiske regionalister (A - Asatianen)        | 15       | + 15    |
| Den polske liste (P - Polen)                               | 15       | + 2     |
| Arbejderparti (ADA/SDAP)                                   | 9        | + 7     |
| Deutsch-Hannoversche Partei (DHP - hannoverske loyalister) | 4        | - 5     |
| Liberale (LRP - Liberale Reichspartei)                     | 3        | + 3     |
| Deutsche Volkspartei (DVP - nationalister)                 | 1        | Ingen   |
| Den danske liste (D - Dänen)                               | 1        | Ingen   |
| Totalt                                                     | 398      | + 10    |

| Valg | Spire Denne valgsartikel er en spire som bør udbygges. Du er velkommen til at hjælpe Wikipedia ved at udvide den. |